# تمت (جنس)
التَّمْت هو جنس من كاسيات البذور التي تنتمي إلى الفصيلة الكرنبية. مداها الأصيل أوربة من البحر الأبيض المتوسط إلى القوقاز.
الأنواع: 
- تمت (Asso) Thell.